# Поліцейська академія 7: Місія в Москві
Поліцейська академія 7: Місія в Москві (англ. Police Academy: Mission to Moscow) — американська кінокомедія 1994 року режисера Алана Меттера.

## Сюжет
Росія стає демократичною країною, і московська міліція просить допомоги у американських колег у справі про затримання небезпечного кримінального авторитета Костянтина Каналью. Поліцейська академія на чолі з комендантом Лассардом прибуває в Москву для упіймання Канальї, що поширив по всьому світу комп'ютерну гру «The Game», яка протягом місяця принесла йому півтора мільярда доларів. На нього працює комп'ютерний геній, що у новий варіант гри вставив програму, що дозволяє влізти в будь-який комп'ютер світу. Тепер Каналья хоче стати власником Червоної площі, Кремля і Мавзолею Леніна, але Поліцейська академія зупиняє злочинця.

## У ролях
| Актор                | Роль                              |
| -------------------- | --------------------------------- |
| Джордж Гейнс         | комендант Лассард                 |
| Майкл Вінслоу        | сержант Ларвелл Джонс             |
| Девід Граф           | сержант Юджин Теклберрі           |
| Леслі Істербрук      | капітан Деббі Каллахан            |
| Джордж Бейлі         | капітан Гарріс                    |
| Крістофер Лі         | начальник міліції Олександр Раков |
| Рон Перлман          | Костянтин Каналья                 |
| Клер Форлані         | сержант Катерина Сергеєва         |
| Чарлі Шлеттер        | кадет Коннорс                     |
| Річард Ізраель       | Адам Шарп                         |
| Грегг Бергер         | лейтенант Талінський              |
| Володимир Долинський | коридорний                        |